# Dominik Mašín
Dominik Mašín, född 1 februari 1996, är en tjeckisk professionell ishockeyspelare som spelar för Syracuse Crunch i American Hockey League.